# Polyrhachis gribodoi
Polyrhachis gribodoi é uma espécie de formiga do gênero Polyrhachis, pertencente à subfamília Formicinae.